# Јефто Шашић
Јефтимије Јефто Шашић (Новска, 17. август 1917 — Београд, 26. новембар 1998), учесник Народноослободилачке борбе, генерал-пуковник ЈНА, друштвено-политички радник СФР Југославије и СР Хрватске и народни херој Југославије.

## Биографија
Рођен је 17. августа 1917. године у Новској. Док је похађао гимназију у родном граду, школске године 1934/'35. постао је члан Савеза комунистичке омладине Југославије (СКОЈ). Као руководилац СКОЈ-а, био је укључен у рад Месног комитета КПЈ у Новој Градишки и учествовао у организацији штрајка дрводељских радника у фабрици „Круљац“, у лето 1935. године.
Након завршетка гимназије, уписао је Пољопривредно-шумарски факултет у Загребу. То је било време када су франковци на Загребачком универзитету прешли на отворени терор према комунистима. Као одговор на нападе франковаца, комунисти су формирали одбрамбене групе. Један од организатора и руководилаца тих група био је и Јефто Шашић. Учествовао је у борбама поводом погибије Крсте Љубичића и на његовој сахрани. Са Ивом Лолом Рибаром ишао је на преговоре са омладином Хрватске сељачке странке (ХСС) ради стварања јединственог омладинског фронта, што је Влатко Мачек одбио.
Након оснивања „Сељачког кола“, Шашић је био задужен за рад у тој масовној организацији и као члан партијске фракције у оквиру Самосталне демократске странке (СДС) све до 1939, када је укључен на рад на Универзитету. Године 1939. постао је члан Комунистичке партије Југославије (КПЈ). Уочи избијања рата на тлу Југославије, са Радом Кончаром је учествовао у раду Окружног комитета КПХ за Нову Градишку.

### Народноослободилачка борба
Приликом напада сила Осовине на Југославију 1941, Шашић се вратио у родни крај. Био је послат и на преки суд у Славонској Пожеги. У Београду је по директиви КПЈ покушао убедити Адама Прибићевића да се укључи у Народноослободилачки покрет (НОП), али је овај то одбио прихвативши политику помирења Срба са фашизмом.
По повратку у Славонију, Јефто Шашић је до децембра 1942. био секретар Котарског комитета КПХ у Новској, те члан и секретар Окружног комитета КПХ за Нову Градишку. Након тога је постављен за политичког комесара Дванаесте славонске дивизије, с којом је учествовао у многим великим биткама на подручју Славоније.
Од јуна 1943, био је члан Обласног комитета КПХ за Славонију, а потом је прешао у Главни штаб НОВ и ПО Хрватске. Од фебруара 1944, био је на дужности помоћника и начелника у Врховном штабу НОВ и ПО Југославије. Од оснивања Одељења за заштиту народа (ОЗН), 13. маја 1944, Шашић је био један од њених руководилаца, конкретно начелник Трећег одсека. Извршавао је задатке по налогу Врховног штаба у Србији, Македонији, пред ослобођење Сарајева, Загреба и Славоније.
У току рата био је већник Земаљског антифашистичког вијећа народног ослобођења Хрватске (ЗАВНОХ) и делегат на Другом заседању Антифашистичког већа народног ослобођења Југославије (АВНОЈ).

### Послератни период
Као генерал-потпуковник и затим генерал-пуковник ЈНА, био је начелник Управе безбедности и начелник Управе за морално-политичко васпитање Државног секретаријата за народну одбрану (ДСНО), те помоћник Државног секретара за послове народне одбране СФРЈ за политичко-правни сектор. Године 1957, завршио је Вишу војну академију ЈНА у Београду. Од оснивања Опуномоћства ЦК СКЈ за ЈНА, 10. јануара 1949, био је члан његовог Бироа. Од Осмог конгреса СКЈ, као члан Централног комитета СКЈ, био је један од његових секретара. Био је посланик у Уставотворној скупштини ДФ Југославије и народни заступник у Сабору НР Хрватске. Пензионисан је у чину генерал-пуковника ЈНА, 1977. године.
Објавио је већи број чланака и расправа у низу часописа.
Преминуо је 26. новембра 1998. године у Београду и сахрањен је на београдском Новом гробљу.
Носилац је Партизанске споменице 1941. и више југословенских одликовања, међу којима су — Орден ратне заставе, Орден заслуга за народ са златном звездом, Орден братства и јединства са златним венцем, Орден партизанске звезде са сребрним венцем и Орден за храброст. Орденом народног хероја одликован је 27. новембра 1953. године.